# Dov Schwartzman

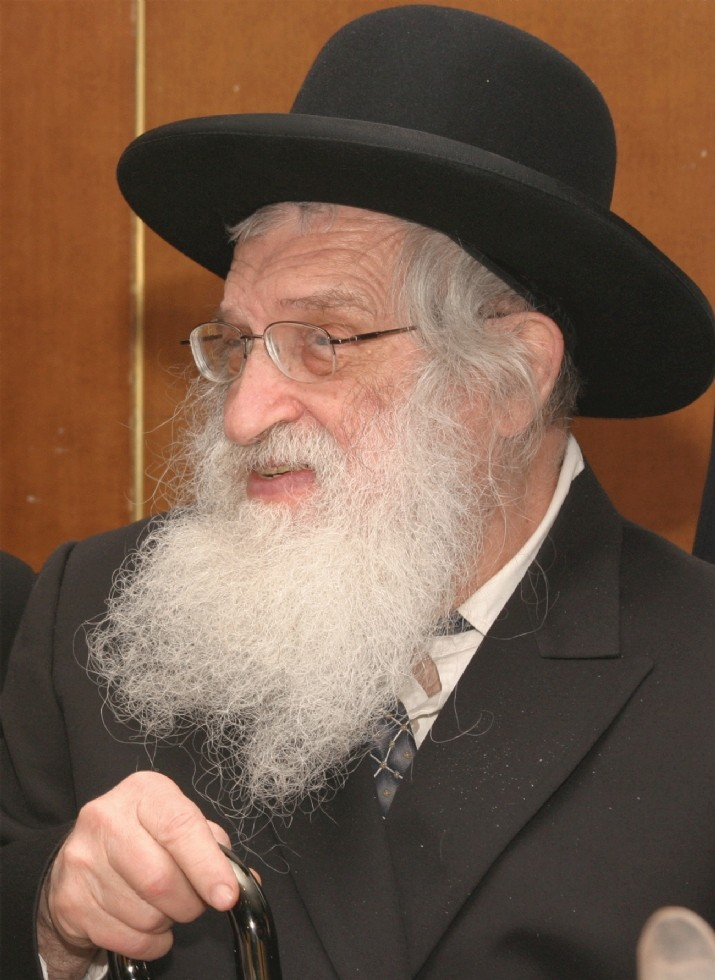
Dov Schwartzman

Berel „Dov“ Schwartzman (geboren 1921 in Nevel, Russland; gestorben am 6. November 2011 in Jerusalem) war ein russisch-amerikanischer ultraorthodoxer Rabbiner.

## Leben
Schwartzman, Sohn des Rabbiners Yehoshua Zev Schwartzman, studierte an der Hebron Jeschiwa. In erster Ehe war er mit der Tochter von Aharon Kotler verheiratet, dem Gründer der Beth Medrash Govoha in Lakewood Township, New Jersey; aus der geschiedenen Ehe gingen sechs Kinder hervor. Aus seiner zweiten Ehe gingen ebenfalls sechs Kinder hervor.
Dov Schwartzman war 1955 Gründer und Dekan (Rosch Jeschiwa) des Bais Hatalmud, einer Talmudhochschule (Jeschiwa) in Sanhedria Murhevet bei Jerusalem. Zusammen mit Shmuel Kamenetzky gründete er 1965 auch die Talmudical Yeshiva of Philadelphia. 
Dov Schwartzman wurde auf dem Jüdischen Friedhof am Ölberg bestattet.